# Sylvia Nasar

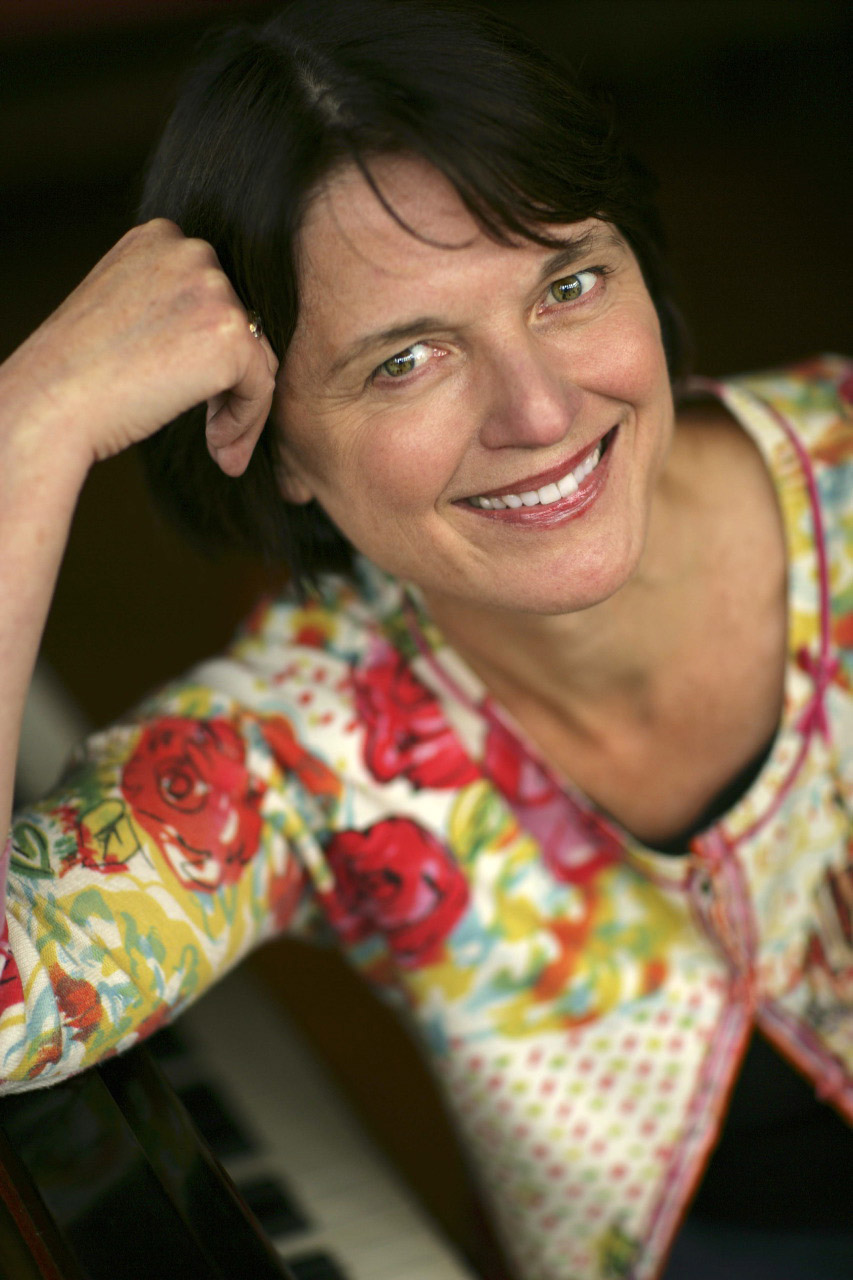
Sylvia Nasar (2005)

Sylvia Nasar (ur. 17 sierpnia 1947, Rosenheim) – amerykańska ekonomistka pochodzenia niemieckiego, profesor dziennikarstwa, autorka powieści Piękny umysł.
Jej matka była z pochodzenia Niemką, ojciec Ruzi Nazar – Uzbekiem i agentem CIA. Jej rodzina wyemigrowała do Stanów Zjednoczonych w 1951 r., następnie do Turcji, do Ankary w 1960. W 1998 roku opublikowała biografię noblisty w dziedzinie ekonomii John Nasha pt. Piękny umysł – zekranizowanej w 2001.